# Aldealengua de Pedraza
Aldealengua de Pedraza – gmina w Hiszpanii, w prowincji Segowia, w Kastylii i León, o powierzchni 35,17 km². W 2011 roku gmina liczyła 97 mieszkańców.